# Daily Chronicle
Daily Chronicle byly britské denní noviny vydávané mezi lety 1872 až 1930. Noviny založil Edward Lloyd a se vyvinuly z novin s názvem Clerkenwell News and Domestic Intelligencer, následně byly přejmenované na London Daily Chronicle and Clerkenwell News. V roce 1872 se změnily ze čtyř stránkového týdeníku na osmi stránkový deník s názvem Daily Chronicle. V devádesátých letech 19. století byly nejprodávanějším denním tiskem. Během první světové války bylo prodána více kopií Daily Chronicle než Times, Telegraph, Morning Post, Evening Standard a Daily Graphic dohromady. V roce 1930 byl Daily Chronicle sloučeny s Daily News a vznikly tak News Chronicle. 

## Editoři
1872: J. A. Manson
1877: R. Whelan Boyle
1890: Alfred Ewen Fletcher
1895: Henry William Massingham
1899: W. J. Fisher
1904: Robert Donald
1918: Ernest Perris